# هاگالی (آلاباما)
هاگالی (به انگلیسی: Huguley) شهرکی در شهرستان چمبرز ایالت آلاباما است که مساحت آن ۲۱٫۶۲ کیلومترمربع است و در سرشماری سال ۲۰۱۰ میلادی، ۲٬۵۴۰ نفر جمعیت داشته و تراکم جمعیتی آن، ۱۱۷٫۴۸ در کیلومترمربع بوده است.